# اسپرینگدیل (کارولینای جنوبی)
اسپرینگدیل(به انگلیسی: Springdale) شهری در ایالت کارولینای جنوبی کشور ایالات متحده آمریکا است که جمعیت آن در سرشماری سال ۲۰۱۰ میلادی، ۲٬۵۷۴ نفر بوده‌است.